# Commission reconnaissance et réparation
La Commission reconnaissance et réparation (CRR) est une commission indépendante fondée en novembre 2021 pour la réparation des violences sexuelles commises par des membres des congrégation ou ordre religieux;

## Histoire
Après la remise du rapport de la Commission indépendante sur les abus sexuels dans l'Église (CIASE) le 5 octobre 2021, la Conférence des religieux et religieuses de France (CORREF) vote à l'unanimité la création de la Commission reconnaissance et réparation (CRR) pour les victimes de violences sexuelles. L’ancien juge des enfants, Antoine Garapon est choisi pour présider cette commission.
La CRR est une structure distincte de l'Instance nationale indépendante de reconnaissance et réparation (Inirr), créée par la conférence des évêques de France.
Au 1er octobre 2023, la Commission a été contactée par 782 personnes : 178 en 2023, après 604 en 2022. Au terme d’un accompagnement d'environ six mois, 299 recommandations ouvrant la voie à une réparation financière sont émises, pour un montant moyen de 36 200 euros.
En octobre 2023, dans un entretien au Parisien, Jean-Marc Sauvé, ancien président de la CIASE estime qu'il y a eu une « réponse rapide » au sujet de la reconnaissance et de la réparation pour les victimes.

## Missions
La Commission reconnaissance et réparation a pour mission d’entendre les personnes victimes et de faire la médiation avec la congrégation ou l’ordre religieux dont dépend (ou dépendait, s’il est décédé) le religieux accusé d'abus sexuels. La CRR est un tiers de justice qui s'engage dans un processus de justice restauratrice.
Lorsqu'une réparation financière est décidée, elle est à la charge de la congrégation ou de l’institut dont l’agresseur fait ou a fait partie.